# ピピン (イタリア王)
ピピン（仏:Pépin, 伊:Pipino, 羅:Pippinus, 777年 - 810年7月8日）は、フランク王国の国王カール大帝と王妃ヒルデガルドとの間の次男であり、イタリア王（ランゴバルド王）（在位：781年 - 810年）である。

## 生涯
初めの名はカールマンといったが、781年4月14日、教皇ハドリアヌス1世が代父となり洗礼が授けられたとき、父カールによってピピンに改名された。同年、ピピンはイタリア王となり、教皇ハドリアヌス1世の手により戴冠された。
810年、ピピンはミラノにて死去。彼の死後、子供たちはカール大帝のアーヘンの宮廷に引き取られた。

## 子女
庶出の王子1人と王女5人がいる。
- ベルンハルト（797年 - 818年） - イタリア王（813年 - 818年）、子孫はヴェルマンドワ伯となった。
- アデライーデ
- アドゥラ
- グンドラーダ
- ベルトラーデ
- テオドラーダ